# Sara la baigneuse
Sara la baigneuse est une mélodie composée par Hector Berlioz sur un poème de Victor Hugo extrait des Orientales, publié en 1829. Composée en 1834 et révisée jusqu'en 1850, cette mélodie est confiée à un triple chœur accompagné par l'orchestre.

## Composition
Hector Berlioz entreprend de composer une mélodie sur Sara la baigneuse, poème de Victor Hugo extrait des Orientales, en août 1834, alors qu'il achève le « Chœur des ciseleurs » de Benvenuto Cellini.

## Création
La mélodie est d'abord composée pour quatuor vocal et orchestre. Berlioz chante peut-être lui-même la basse lors de la première audition publique, le 9 novembre 1834, Salle du Conservatoire, sous la direction de Narcisse Girard. Par la suite, Sara la baigneuse est révisée pour quatuor vocal, chœur et orchestre, le 13 décembre 1840, puis pour triple chœur (STBB–SA–TTBB) et orchestre, version définitive créée sous la direction du compositeur, le 22 octobre 1850.
La partition est publiée au mois de février 1850.

## Présentation
Le catalogue des œuvres de Berlioz établi par le musicologue américain Dallas Kern Holoman présente les versions successives de Sara la baigneuse, Allegretto grazioso ( = 44) en la majeur à 
, publiée par le compositeur sous le numéro d'op. 11 :
- H69 A, pour quatuor vocal d'hommes et orchestre (perdue)
- H69 B, pour chœur mixte (STTB solistes, STB) et orchestre (perdue)
- H69 C, pour triple chœur et orchestre,
- H69 D, réduction pour soprano, mezzo-soprano ou contralto et piano.

L'orchestre comprend 2 grandes flûtes et petite flûte, hautbois soliste, 2 clarinettes et 2 bassons, pour les pupitres des vents. Les cuivres se limitent à 3 cors (2 en Mi, le 3e en La grave) et la percussion aux seules timbales (accordées sur La et Do). Le quintette à cordes classique est composé des premiers violons, seconds violons, altos, violoncelles et contrebasses.

## Analyse
Le travail de révision apporté à Sara la baigneuse illustre l'importance que Berlioz accorde aux chœurs dans son œuvre et lorsqu'il aborde la question du double chœur dans son Traité d'instrumentation et d'orchestration, en 1844 : 

« On n'en abuse certainement pas aujourd'hui. Ils sont, pour nos musiciens expéditifs, compositeurs ou exécutants, trop longs à écrire et à apprendre. À la vérité, les anciens auteurs qui en faisaient le plus fréquent usage ne composaient ordinairement que deux chœurs dialogués, à quatre parties ; les chœurs à huit parties réelles continues sont assez rares, même dans leurs œuvres. Il y a des compositions à trois chœurs. Quand l'idée qu'elles ont à rendre est digne d'un si magnifique vêtement, de telles masses de voix, ainsi divisées en douze, ou au moins en neuf parties réelles, produisent de ces impressions dont le souvenir est ineffaçable, et qui font de la grande musique d'ensemble le plus puissant des arts. »

## Discographie
- Hector Berlioz : Mélodies (2 CD, Deutsche Grammophon 435 860-2, 1993 (OCLC 31533426))
Sara la baigneuse (H 69C), par Françoise Pollet (soprano), Anne Sofie von Otter (mezzo-soprano) et Cord Garben (piano), CD 2.
- Hector Berlioz : The Complete Works (27 CD, Warner Classics 0190295614447, 2019)
Sara la baigneuse (H 69C) par le chœur Les Éléments, l'Orchestre national du Capitole de Toulouse et Michel Plasson (dir.), CD 9.
- Hector Berlioz, Œuvres pour chœur — par le chœur de l'Orchestre national de Lyon, Noël Lee (piano), dirigés par Bernard Tétu (Harmonia Mundi, HMC 901293, 1989).

### Ouvrages généraux
- Hector Berlioz, Traité d'instrumentation et d'orchestration, Paris, Henry Lemoine, 1993 (1re éd. 1844), 312 p. (ISMN 979-0-2309-4518-9)

### Monographies
- Pierre Citron, Cahiers Berlioz no 4, Calendrier Berlioz, La Côte-Saint-André, Musée Hector-Berlioz, 2000 (ISSN 0243-3559).
- (en) Julian Rushton, The music of Berlioz, Oxford, Oxford University Press, 2001, 363 p. (ISBN 978-0-19-816738-9).
- Pierre-René Serna, Berlioz de B à Z, Paris, Van de Velde, 2006, 264 p. (ISBN 2-85868-379-4).